# アヴェニュービート
アヴェニュー・ビート（Avenue Beat）は、イリノイ州クインシー出身のサム・バックオフ、サヴァンナ・サントス、サミ・ベアデンからなるポップ・トリオ。バックオフとサントスは幼馴染で、高校時代に演劇キャンプでベアデンと知り合い、グループを結成。現在はテネシー州ナッシュビルを拠点に活動中。

## キャリア
三人はデビューEP『Avenue Beat』を2019年7月26日にリリース。EPは、リード・シンガーのサヴァンナ・サントス、プロデューサー兼ソングライターのデヴィッド・ガルシア、ソングライターのアシュリー・ゴーリーによって共同制作された。
2020年5月22日にシングル「I Don’t Really Like Your Boyfriend」をリリースし、同曲はSpotifyのUSトップ50バイラル・チャートにランクインした。
2020年6月にアヴェニュー・ビートがTikTokへ投稿した動画「Lowkey Fuck 2020」は投稿から半日で500万再生を記録。動画に使用した音源に新たなヴァースを追加した楽曲を、シングル「F2020」として7月に正式リリースした。楽曲はペレス・ヒルトンやウィル・スミスのTikTok動画で使用される他、ジャスティン・ビーバー、ビービー・レクサ、サラ・バレリス、スクーター・ブラウン、マレン・モリス、ナヤ・リヴェラなどの著名人からも称されている。

## ディスコグラフィー

### EP
- 『Avenue Beat』（2019年7月26日）
- 『The Quarantine Covers』（2020年4月24日）

### シングル
- 「Ruin That for Me」（2019年7月26日）
- 「Thank You Anxiety」（2020年4月10日）
- 「I Don't Really Like Your Boyfriend」（2020年5月22日）
- 「F2020」（2020年7月10日）
- 「F2020 (Remix) [feat. Jessie Reyez]」（2020年11月13日）